# Sorrus
Sorrus là một xã ở tỉnh Pas-de-Calais, vùng Hauts-de-France của Pháp.

## Địa lý
Sorrus toạ lạc 2 dặm Anh (3 km) phía tây Montreuil-sur-Mer tại giao lộ của các tuyến đường D144 và đường D145.

## Dân số
| 1962                                                         | 1968 | 1975 | 1982 | 1990 | 1999 | 2006 |
| ------------------------------------------------------------ | ---- | ---- | ---- | ---- | ---- | ---- |
| 286                                                          | 296  | 284  | 349  | 473  | 472  | 622  |
| Số liệu điều tra dân số từ năm 1962: Dân số không tính trùng |      |      |      |      |      |      |